# Saint-Bauzille-de-Putois
Saint-Bauzille-de-Putois (occitanska: Sent Bausèli) är en kommun i departementet Hérault i regionen Occitanien i södra Frankrike. Kommunen ligger i kantonen Ganges som tillhör arrondissementet Lodève. År 2022 hade Saint-Bauzille-de-Putois 1 839 invånare.

## Befolkningsutveckling
Antalet invånare i kommunen Saint-Bauzille-de-Putois
Referens:INSEE